# Kylie (album)
Albums de Kylie Minogue
Enjoy Yourself
(1989)
Singles
1. The Loco-Motion
Sortie : 19 juillet 1987
2. I Should Be So Lucky
Sortie : 8 décembre 1987
3. Got to Be Certain
Sortie : 2 mai 1988
4. Je ne sais pas pourquoi
Sortie : 10 octobre 1988
5. It's No Secret
Sortie : 15 décembre 1988
6. Turn It Into Love
Sortie : 21 décembre 1988

Kylie est le premier album studio de l'artiste australienne Kylie Minogue. Il sort le 4 juillet 1988 sous le label Pete Waterman Limited et reçoit des critiques mitigées. Kylie arrive numéro un au Royaume-Uni et engendre trois singles numéro un en Australie. En Amérique du Nord, l'album est un échec commercial.
En Australie, l'album ressort en compilation sous le nom The Kylie Collection et présente des remixes bonus. Kylie est certifié 7x disque de platine au Royaume-Uni et s'est vendu à 17,5 millions d'exemplaires dans le monde.

## Singles
1. The Loco-Motion – 19 juillet 1987
2. I Should Be So Lucky  – 8 décembre 1987
3. Got to Be Certain – 2 mai 1988
4. Je ne sais pas pourquoi – 17 octobre 1988
5. It's No Secret – 15 décembre 1988 ( États-Unis,  Canada)
6. Turn It Into Love – 21 décembre 1988 ( Japon)

## Liste des titres
Tous les titres ont été écrits et composés par Stock, Aitken et Waterman sauf indication.
1. I Should Be So Lucky – 3:24
2. The Loco-Motion – 3:14 – (Gerry Goffin, Carole King)
3. Je ne sais pas pourquoi – 4:01
4. It's No Secret – 3:58
5. Got to Be Certain – 3:19
6. Turn It into Love – 3:37
7. I Miss You – 3:15
8. I'll Still Be Loving You – 3:50
9. Look My Way – 3:36
10. Love at First Sight – 3:08

## Crédits
- Kylie Minogue – chants, chœurs
- Matt Aitken – arrangements, guitare, claviers
- Mike Stock – arrangements, chœurs, claviers
- Pete Waterman – arrangements
- George DeAngelis, Neil Palmer – claviers
- A. Linn – batterie

## Production
- Ingénieur du son – Jason Barron, Peter Day, Stewart Day, Karen Hewitt, Jonathan King, Mark McGuire, Yoyo
- Mixage – Pete Hammond
- Mastering – Jay Willis
- Photographie – Lawrence Lawry

## Formats
| Pays         | Format   | Catalogue     | Label            |
| ------------ | -------- | ------------- | ---------------- |
| Australie    | Vinyle   | TVL-93277     | Mushroom Records |
| Royaume-Uni  | CD       | HFCD3         | PWL              |
| États-Unis   | Vinyle   | GHS24195      | Geffen Records   |
| États-Unis   | CD       | M2G 24195     | Geffen Records   |
| États-Unis   | K7 audio | M5G 24195     | Geffen Records   |
| Japon        | Vinyle   | 32XB-280      | Alfa Records     |
| Japon        | Vinyle   | ALI-28109     | Alfa Records     |
| Corée du Sud | Vinyle   | SWPR-001      | PWL              |
| France       | K7 audio | CBS 462456 4  | CBS Disques      |
| France       | Vinyle   | CBS 462 456-1 | CBS Disques      |
| Canada       | Vinyle   | XGHS 24195    | Geffen Records   |
| Canada       | K7 audio | M5 24195      | Geffen Records   |